# Héctor Giménez
Héctor Aníbal Giménez (född 12 januari 1957 i San Martín, Argentina) är en kristen karismatisk predikant från Argentina. Han är pastor i församlingen Cumbre Mundial de los Milagros i Buenos Aires. Församlingen har 15 000 deltagare vid gudstjänsterna varje dag. Gudstjänsterna pågår varje dag, från klockan åtta på morgonen till sju på kvällen, utan avbrott.
Han är en tidigare kriminell som blev frälst och började predika. Hans församling växte mycket snabbt. Under en tid hade de 150 000 medlemmar och hade gudstjänst 13 gånger per dag, sju dagar i veckan. Han är en av huvudpersonerna inom Väckelsen i Argentina, en väckelse som pågått sedan början på 1990-talet.